# الجدول الزمني لتأثير أزمة الرهن العقاري
يسرد الجدول الزمني لتأثير أزمة الرهن العقاري (subprime mortgage crisis impact timeline) مجموعة التواريخ ذات الصلة بإنشاء فقاعة إسكانية في الولايات المتحدة وانفجار الفقاعة الإسكانية في عام 2005 (أو مفهوم اتجاه السوق) وأزمة الرهن العقاري التي ظهرت خلال عامي 2007 و 2008. يشمل الجدول أيضًا سنّ الولايات المتحدة لقوانين وأنظمة حكومية، فضلًا عن الإجراءات العامة والخاصة التي تؤثر على صناعة الإسكان وما يتعلق بها من أنشطة مصرفية واستثمارية. يشير الجدول إلى تفاصيل الحوادث المهمة في الولايات المتحدة، مثل حالات الإفلاس والاستحواذ والمعلومات والإحصاءات حول الاتجاهات ذات الصلة. للاطلاع على مزيد من المعلومات عن انعكاسات هذه الأزمة في جميع أنحاء النظام المالي العالمي، انظر الأزمة المالية 2007-2008.

## 1938 – 1979
- 1938: تأسست الرابطة الفيدرالية الوطنية للرهن العقاري، أو فاني ماي، كجزء من صفقة فرانكلين روزفلت الجديدة لشراء الرهون العقارية التي تضمنها وزارة شؤون المحاربين القدامى وإدارة الإسكان الفيدرالية. أدى ذلك إلى سحب القروض من دفاتر مقرضي الرهن العقاري وتحرير رأس المال المالي حتى يتمكنوا من تقديم المزيد من القروض.[1]
- أواخر 1960: سُمح لمؤسسة فاني ماي بشراء الرهون العقارية «التقليدية» (وليس فقط في إيه/إف إتش إيه).[2]
- أواخر 1960: أنشأ أنجيلو موزيلو ولوب شركة القروض الرئيسية لمصرف أمريكا، إلى جانب إدارته لأعمال الإقراض العقاري غير المصرفية على الصعيد الوطني؛ في البداية، اهتم موزيلو بشدة بجودة الائتمان.[3]
- 1968: تأسست شركة فاني ماي ككيان منفصل عن شركة جيني ماي. استمرت شركة جيني ماي في الحصول على ضمان حكومي صريح لجميع قروض الرهن العقاري.[4] ومع ذلك، تم تحويل شركة فاني ماي إلى شركة مستقلة، وهي مؤسسة ترعاها الحكومة (جي إس إي).
- 1970: تم إنشاء الشركة الفيدرالية للرهن العقاري (فريدي ماك) بموجب قانون من الكونغرس كمؤسسة ترعاها الحكومة لشراء الرهون العقارية من جمعية الادخار والقروض؛ وهي مملوكة للصناعة نفسها (حتى عام 1989).
- تمتلك شركتي (فاني وفريدي) «ضمانة غير مباشرة» من الحكومة؛ أي في حال وقوع أية مشاكل، فإن الحكومة ستنقذهما. لا يوجد قانون مكتوب أو عقد ينص على أن الحكومة ستفعل ذلك تمامًا؛ إنما ببساطة هذا ما تفترضه الصناعة والمسؤولين الحكوميين والمستثمرين. إن هذه الضمانة غير المباشرة وغير المعلنة هي التي تسمح بنقل ديون شركتي فاني وفريدي من الميزانية العمومية للحكومة. هذا بدوره يجعل الدين الوطني يبدو أقل مما هو عليه بالفعل، ويجعل فائض الميزانية يبدو أكثر توازنًا. لم يتم اختبار هذا الترتيب حتى عام 2008.[5][6]
- 1970: أنشأت شركة جيني ماي أول تأمين مدعوم بالرهن العقاري، بناءً على الرهون العقارية (إف إتش إيه و في إيه) من أجل الضمانة.[7]
- 1971: أصدرت شركة فريدي ماك أول ضمان لشهادة المشاركة في الرهن العقاري. يُعتبر هذا أول ضمان مدعوم بالرهن العقاري يتم تنفيذه من الرهون العقارية العادية.[8]
- فترة سبعينيات القرن العشرين: بدأت الشركات الخاصة في توريق أصول الرهن العقاري من خلال إنشاء مجمعات الرهن العقاري الخاصة في فترة السبعينيات.[9]
- 1974: يفرض قانون تكافؤ الفرص الائتمانية عقوبات صارمة على المؤسسات المالية في حال إثبات إدانتها بالتمييز على أساس العِرق أو اللون أو الدين أو الأصل القومي أو الجنس أو الحالة الاجتماعية أو العمر.
- 1977: تم سن قانون إعادة الاستثمار المجتمعي بهدف معالجة التمييز التاريخي في الإقراض، مثل «الخط الأحمر». يشجع القانون البنوك التجارية وجمعيات الادخار على تلبية احتياجات المقترضين في جميع شرائح مجتمعاتهم، بما في ذلك الأحياء ذات الدخل المنخفض والمتوسط.[10][11][12]
- 1977: حاولت شركة سالومون إنشاء ضمان مدعوم بالرهن العقاري «فئة خاصة» (الذي لا يتضمن قروض (جي إس إيه) العقارية). لكن الأمر قد باء بالفشل في السوق.
- أواخر سبعينيات القرن العشرين: اخترع لويس رانيري (سالومون) ولورنس د. فينك (مصرف بوسطن الأول) عملية التوريق؛ يتم تجميع الرهون العقارية ثم تقسيمها إلى شرائح، والتي يتم بيعها بعد ذلك للمستثمرين.[13][14]